# Ab-Hof-Milch
Als Ab-Hof-Milch wird in Deutschland und in Österreich Rohmilch bezeichnet, die Verbraucher direkt beim Milchviehbetrieb erhalten.
Diese Abgabe unterliegt besonderen Regeln, die dort durch die Verordnung über Anforderungen an die Hygiene beim Herstellen, Behandeln und Inverkehrbringen von bestimmten Lebensmitteln tierischen Ursprungs (kurz Tier-LMHV) geregelt sind. In Österreich regelt dies die Rechtsvorschrift für Rohmilchverordnung.

## Einschränkungen
Voraussetzungen für den Rohmilchverkauf ab Hof:
- Der landwirtschaftliche Betrieb hat den zuständigen Behörden die Abgabe von Rohmilch angezeigt
- Der Betrieb gibt nur Rohmilch ab, die im eigenen Betrieb gewonnen und behandelt worden ist
- Die Abgabe erfolgt im Betrieb selbst
- Die Rohmilch ist am Tag der Abgabe oder am Tag zuvor gewonnen worden
- Es muss der Hinweis „Rohmilch, vor dem Verzehr abkochen“ an der Abgabestelle angebracht sein
- Der Hinweis muss gut sichtbar und gut lesbar sein.

In bestimmten Fällen können Behörden Ausnahmen zulassen.
Darüber hinaus muss der landwirtschaftliche Betrieb weitere grundsätzliche Anforderungen erfüllen, die zum Verkauf von Primärerzeugnissen unerlässlich sind. So ist unter anderem große Umsicht bei der Hygiene von „Wände[n], Böden und Arbeitsflächen in Betriebsstätten sowie Verkaufseinrichtungen, Anlagen, Ausrüstungsgegenstände[n], Behältnisse, Container[n] und Fahrzeuge[n], die mit Primärerzeugnissen in Berührung kommen können“ gefordert.